# Annei
Cesarz Annei (jap. 安寧天皇 Annei tennō; pol. "Łagodny"; ur. 581 p.n.e., zm. 17 stycznia 510 p.n.e.) – 3. cesarz Japonii,  według tradycyjnego porządku dziedziczenia.

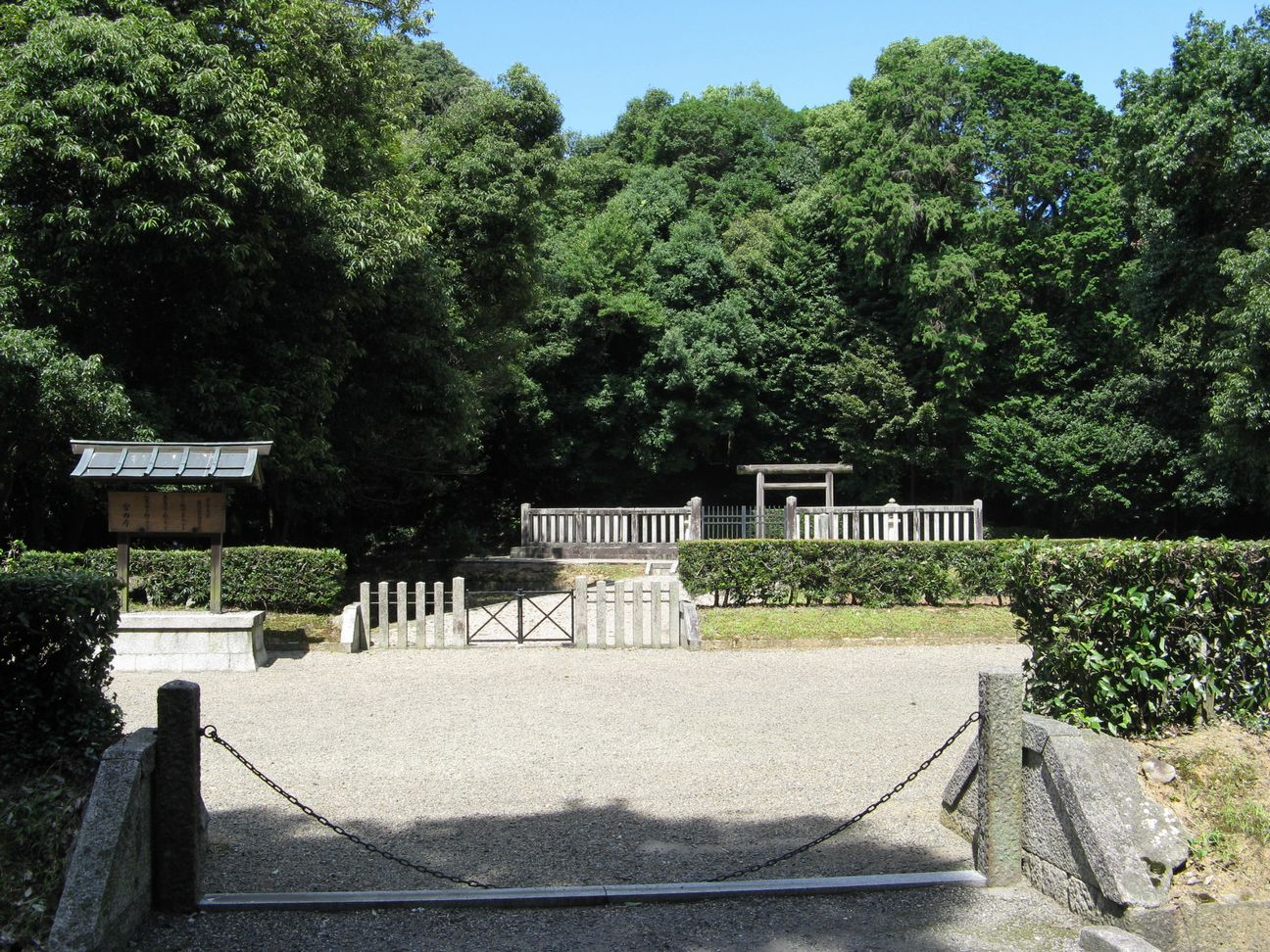
Mauzoleum cesarza Annei w Kashihara

Annei był synem Suizeia i jego żony Kawamatabime (jap. 河俣毘売 Niewiasta w Nadmiarze Obsypana Dobrami). Według Kojiki za życia nosił imię Shikitsuhikotamademi no Mikoto (jap. 磯城津彦玉手看尊 Święty Młodzian z Panującego Rodu Dbały o Przymioty Duszy). Annei panował od 31 sierpnia 549 p.n.e. do 17 stycznia 510 p.n.e. Osiadł we dworze Ukiana w okręgu Katashio. Pojął za żonę Akutohime (jap. 阿久斗比売 Dziewczyna bez Skazy) z rodu zarządców okręgu Shiki. Miał z nią trzech synów:
- Tokonetsuhikoirone no mikoto (jap. 常津彦某命 Najstarszy z Synów Słońca Który Zasnął na Wieki)
- Ooyamatohikosukitomo no Mikoto (jap. 大倭日子鉏友命 lub 大日本彦耜友尊 Święte Oblicze Przez Które Prześwituje Dostojeństwo Syna Słońca i na Którym Szczodrze Gości Wspaniały Uśmiech)
- Shikitsuhiko no Mikoto (jap. 磯城津彦命 Święty Młodzian z Panującego Rodu)

Zgodnie z Kojiki przeżył 49 lat, co jest sporą różnicą w porównaniu z danymi biograficznymi z Nihongi. Mauzoleum cesarza Annei znajduje się w Kashihara. Nazywa się ono Unebi-yama no hitsujisaru Mihodo no i no e no misasagi.